# Broken Clocks
"Broken Clocks" é uma canção da cantora e compositora estadunidense SZA. Foi lançada primeiramente como single promocional em 2 de junho de 2017, para o seu álbum de estréia, Ctrl (2017). Foi então enviado para as rádios Urban contemporary em 9 de janeiro de 2018 como o quarto single do álbum. A canção foi escrita pela própria intérprete e produzida por Cody "ThankGod4Cody" Fayne, além de conter partes de "West", escrita por Thomas Paxton-Beesley, Adam Feeney e Daniel Caesar e interpretadas por River Tiber. SZA cantou a música no 60th Annual Grammy Awards.

## Faixas e formatos
| Download digital |                 |         |  |
| N.º              | Título          | Duração |  |
| 1.               | "Broken Clocks" | 3:51    |  |

## Antecedentes
A música foi lançada uma semana antes do lançamento do álbum, como um single promocional nas plataformas de música mainstream. Foi uma continuação da divulgação do seu álbum, após o lançamento das músicas "Drew Barrymore" e "Love Galore".

## Recepção da crítica
Jon Pareles, do The New York Times, sentiu que "'Broken Clocks' envolve SZA em meio a tons de teclado embaçados e uma amostra aguada de vozes de homens enquanto ela pondera sobre um antigo romance que ainda a assombra". Joshua Espinoza da revista Complex música como "um corte mid-tempo sobre otimismo e perseverança". Lauren Ziegler, da Consequence of Sound, opinou que "'Broken Clocks' é furtivo e descontraído, com confiança e sugestividade / paixão pingando de cada nota. Embora mais enérgico e pontudo do que o minimalista "Love Galore", ainda mantém um tipo De um jeito tão desagradável ao som do artista da Top Dawg Entertainment. Desire Thompson, da revista Vibe, argumentou que SZA "provou ser uma talentosa contadora de histórias entre melodias harmoniosas" e "encontra uma maneira criativa de destacar a situação de uma melodia harmoniosa". topsy-tuvy love "com o lançamento dessa música. Adelle Platon, da revista Billboard, descreveu a canção como "nostálgica", enquanto Navjosh do HipHop-N-More a descreveu como uma balada de ritmo moderado que certamente irá receber inúmeras peças quando começar a escutar. Darby McNally, da revista Paste, disse que "'Broken Clocks' é uma melodia legal e suave com uma pitada de modernidade, uma combinação que está começando a ser o cartão telefônico da SZA." Tom Breihan do Stereogum escreveu que a música é "um pouco de uma partida dos sons nebulosos do trabalho passado da SZA "e tem" sintetizadores ofegantes e armadilhas de chimbal, e coloca seus vocais expressivos e ofegantes sob uma luz mais comercial. ".

## Desempenho nas tabelas musicais

### Posições
| Tabela musical (2016)                  | Melhor posição |
| -------------------------------------- | -------------- |
| Estados Unidos (Billboard Hot 100)     | 82             |
| Estados Unidos (Top R&B/Hip-Hop Songs) | 39             |
| Estados Unidos (R&B/Hip-Hop Airplay)   | 16             |
| Estados Unidos (Rhythmic)              | 36             |

## Certificações

### Certificações
| País           | Provedor | Certificação |
| -------------- | -------- | ------------ |
| Estados Unidos | RIAA     | Ouro         |

## Histórico de Lançamento
| País           | Data                 | Formato                  | Gravadora    |
| -------------- | -------------------- | ------------------------ | ------------ |
| Estados Unidos | 2 de junho de 2017   | Download digital         | Top Dawg RCA |
| Estados Unidos | 9 de janeiro de 2018 | Rádio Urban contemporary | Top Dawg RCA |